# Pia Zadora
Pia Zadora, pseudonimo di Pia Alfreda Schipani (Hoboken, 4 maggio 1954), è un'attrice e cantante statunitense, di origini italiane e polacche, celebre negli anni ottanta.

## Biografia
Il nome d'arte deriva dal cognome della madre, Saturnina “Nina” Zadorowska, di origini polacche. Da parte di padre, il violinista Alphonse Schipani, è invece di origini italiane. Pia Zadora esordì al cinema come attrice bambina a dieci anni nel 1964 con il film Santa Claus Conquers the Martians, dove interpretò il ruolo di una giovane marziana.
Tra gli altri suoi film, si ricordano Butterfly - Il sapore del peccato, in cui interpreta il ruolo di una giovane donna che si innamora di un uomo che potrebbe essere suo padre. Alla scena finale di Butterfly si accompagna il dolce tema principale della colonna sonora firmata da Ennio Morricone: It's Wrong For Me To Love You, cantato dalla stessa Pia Zadora. Per aver interpretato questo ruolo le venne assegnato un Golden Globe come nuova star dell'anno (New Star of the Year in a Motion Picture).
Successivamente apparve nel film La truffa, in cui interpreta una cantante, Il prezzo del successo, in cui interpreta una sceneggiatrice e Rock Aliens. Per i film Butterfly - Il sapore del peccato e Il prezzo del successo vinse svariati Golden Raspberry Award come peggior attrice. Dopo il declino subito durante la sua carriera, si dedicò a ruoli minori, ad esempio in Grasso è bello, Una pallottola spuntata 33⅓ - L'insulto finale e apparve nel ruolo di sé stessa in alcuni film TV.
In qualità di cantante, il suo nome è legato soprattutto alla canzone When the Rain Begins to Fall, cantata in coppia con Jermaine Jackson nel 1984 ed inserita nella colonna sonora del film Rock Aliens. Il suo primo singolo è stato invece Come Share My Love, pubblicato nel 1978, e il suo primo album, Pia, è stato pubblicato nel 1982. In totale, gli album pubblicati da Pia Zadora sono stati nove, l'ultimo dei quali, la raccolta The Platinum Collection, risale al 1993.

## Vita privata
Pia Zadora si è sposata tre volte: dapprima con Meshulam Riklis (dal 1977 al 1993), da cui ha avuto due figli, poi col regista e sceneggiatore Jonathan Kaufer (dal 1995 al 2001), che l'ha resa madre di un figlio, Jordan Maxwell, e dal 2005 con Michael Jeffries, tuttora suo marito.

## Filmografia

### Cinema
- Santa Claus Conquers the Martians (1964)
- Butterfly - Il sapore del peccato (Butterfly, 1982)
- La truffa (Fake-Out, 1982)
- The Lonely Lady, regia di Peter Sasdy (1983)
- Rock Aliens (Voyage of the Rock Aliens, 1984)
- Feel the Motion (Der Formel Eins Film, 1985)
- Grasso è bello (Hairspray, 1988)
- In campeggio a Beverly Hills (Troop Beverly Hills, 1989)
- Una pallottola spuntata 33⅓ - L'insulto finale (Naked Gun 33⅓: The Final Insult, 1994)

### Televisione
- Pajama Tops (1984)
- Mother Goose Rock 'n' Rhyme (1990)
- Favorite Deadly Sins (1995)
- Frasier (1 episodio, 1999)

## Discografia parziale

### Album
- 1982 - Pia
- 1984 - Let's Dance
- 1985 - Pia & Phil
- 1986 - I Am What I Am
- 1988 - When the Lights Go Out
- 1989 - Pia Z
- 1989 - Today
- 1993 - Only for Romantics
- 1993 - The Platinum Collection

### Singoli
- 1978 - Come Share My Love
- 1979 - I Know A Good Thing When I Feel It
- 1980 - Baby It's You
- 1982 - I'm In Love Again
- 1983 - The Clapping Song
- 1984 - When the Rain Begins to Fall (con Jermaine Jackson)
- 1985 - Let's Dance Tonight
- 1985 - Little Bit Of Heaven
- 1985 - Rock It Out (nomination al Grammy Award)
- 1985 - Come Rain Come Shine
- 1986 - I Am What I Am
- 1988 - Dance Out Of My Head
- 1989 - Heartbeat Of Love
- 1989 - If You Were Mine